# Чигарово
Чигарово — деревня в муниципальном округе Егорьевск Московской области России.

## История
Упоминается с 1577 года в составе Крутинской волости Коломенского уезда.

## Демография
Население — 30 человек (2010).
| 1859 | 1868 | 1885 | 1905 | 1926 | 2002 | 2006 |
| ---- | ---- | ---- | ---- | ---- | ---- | ---- |
| 173  | ↘164 | ↘101 | ↗136 | ↗160 | ↘17  | ↘16  |
| 2010 |      |      |      |      |      |      |
| ↗30  |      |      |      |      |      |      |